# Minim (Martap)
Pour les articles homonymes, voir Minim (homonymie).
Minim (ou Minim II, ou Menim) est un village de la commune de Tibati située dans la région de l'Adamaoua et le département de la Djerem au Cameroun. Minim-Martap abrite le principal gisement de bauxite du pays.

## Population
En 1967 Minim comptait 90 habitants, principalement Kaka.
Lors du recensement de 2005, 432 personnes y ont été dénombrées.

## Économie
Avec celui de Ngaoundal, le site de Minim fait partie d'un grand projet d'exploitation de la bauxite dans le massif de l'Adamaoua. 

Le gisement repose sur un plateau aride séparé par des vallées peu profondes. Couvrant environ 1 000 km2, il représente une partie importante du plateau de l'Adamaoua. Son accès est facilité par les pentes douces qui l'entourent.

Les études de faisabilité et d'impact environnemental sont achevées et un plan de développement minier a été établi. La construction d’une unité de transformation locale de bauxite en alumine et les infrastructures, notamment de transport, restent à financer.